# انتخابات سراسری سال ۲۰۱۹ اندونزی
انتخابات سراسری سال ۲۰۱۹ اندونزی (انگلیسی: 2019 Indonesian general election) در 17 آوریل 2019 در اندونزی برگزار شد تا مجلس خلق اندونزی و ریاست جمهوری با آرای سراسری انتخاب شوند. در این انتخابات جوکو ویدودو مجددا برای ریاست جمهوری انتخاب شد و حزب دموکراتیک مبارزه اندونزی اکثریت نسبی کرسی های مجلس را به دست آورد. 